# Dolichandra dentata
Dolichandra dentata là một loài thực vật có hoa trong họ Chùm ớt. Loài này được (K.Schum.) L.G.Lohmann mô tả khoa học đầu tiên năm 2005.